# Pseudophaloe cerealia
Pseudophaloe cerealia är en fjärilsart som beskrevs av Druce 1884. Pseudophaloe cerealia ingår i släktet Pseudophaloe och familjen björnspinnare. Inga underarter finns listade.